# Ceratobaeus boolool
Ceratobaeus boolool är en stekelart som beskrevs av Muhammad Iqbal och Austin 2000. Ceratobaeus boolool ingår i släktet Ceratobaeus och familjen Scelionidae. Inga underarter finns listade i Catalogue of Life.